# Prinses Oona
Prinses Oona, Oona of Oena (Nederlandse naam) is een stripfiguur uit de Donald Duck-stripverhalen. Prinses Oona is bedacht en getekend door Stefan Printz-Påhlson, een Deense striptekenaar die werkt voor de Deense tekenaars van Donald Duck-verhalen.

## Achtergrond
Prinses Oona is een sterke vrouwelijke eend uit de prehistorie. Van origine is ze holbewoonster. In een van de verhalen gingen de hoofdrolspelers met een door Willie Wortel ontworpen tijdmachine terug in de tijd. Bij de terugkeer naar Duckstad ging Oona mee naar Duckstad en sindsdien woont ze ook in Duckstad. Tijdens dit verhaal is ze verliefd geworden op Donald Duck. Donald is echter niet verliefd op Oena en wil het liefst dat Oena teruggaat naar de steentijd. Maar helaas voor Donald is de tijdmachine stuk en kan Oena dus niet terug.
In Donald Duck nr. 24-2007 krijgt Oena heimwee en wil terug naar huis. Willies tijdmachine blijkt gemaakt en ze brengen Oena thuis. Oena is de steentijd echter niet meer gewend en besluit om in Duckstad te blijven.
In de loop van haar stripcarrière heeft Oena allerlei banen gehad. Meestal liepen die uit in een drama, maar het baantje van sloper ging haar wel goed af.